# Estación Tucumán N.

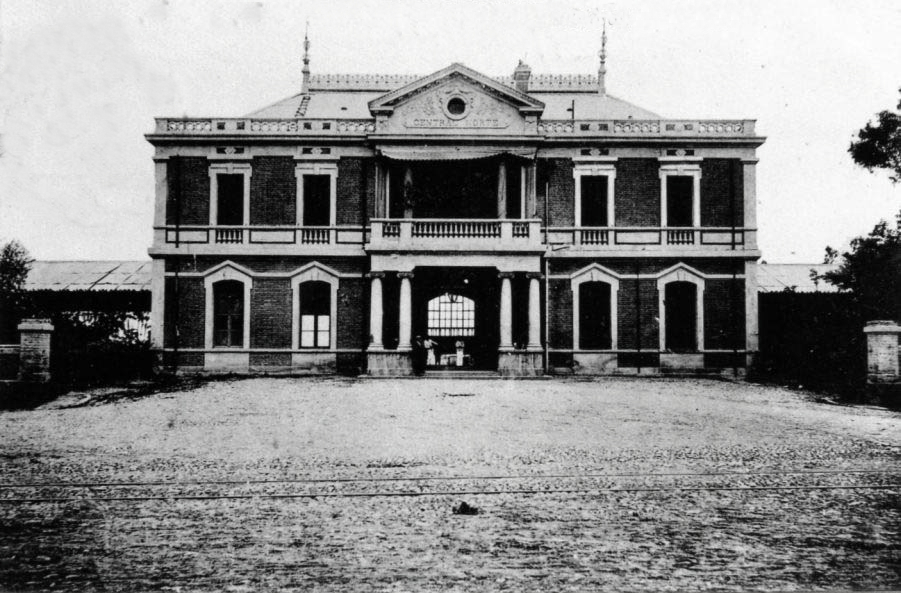
Vista de la estación Central Norte en 1910

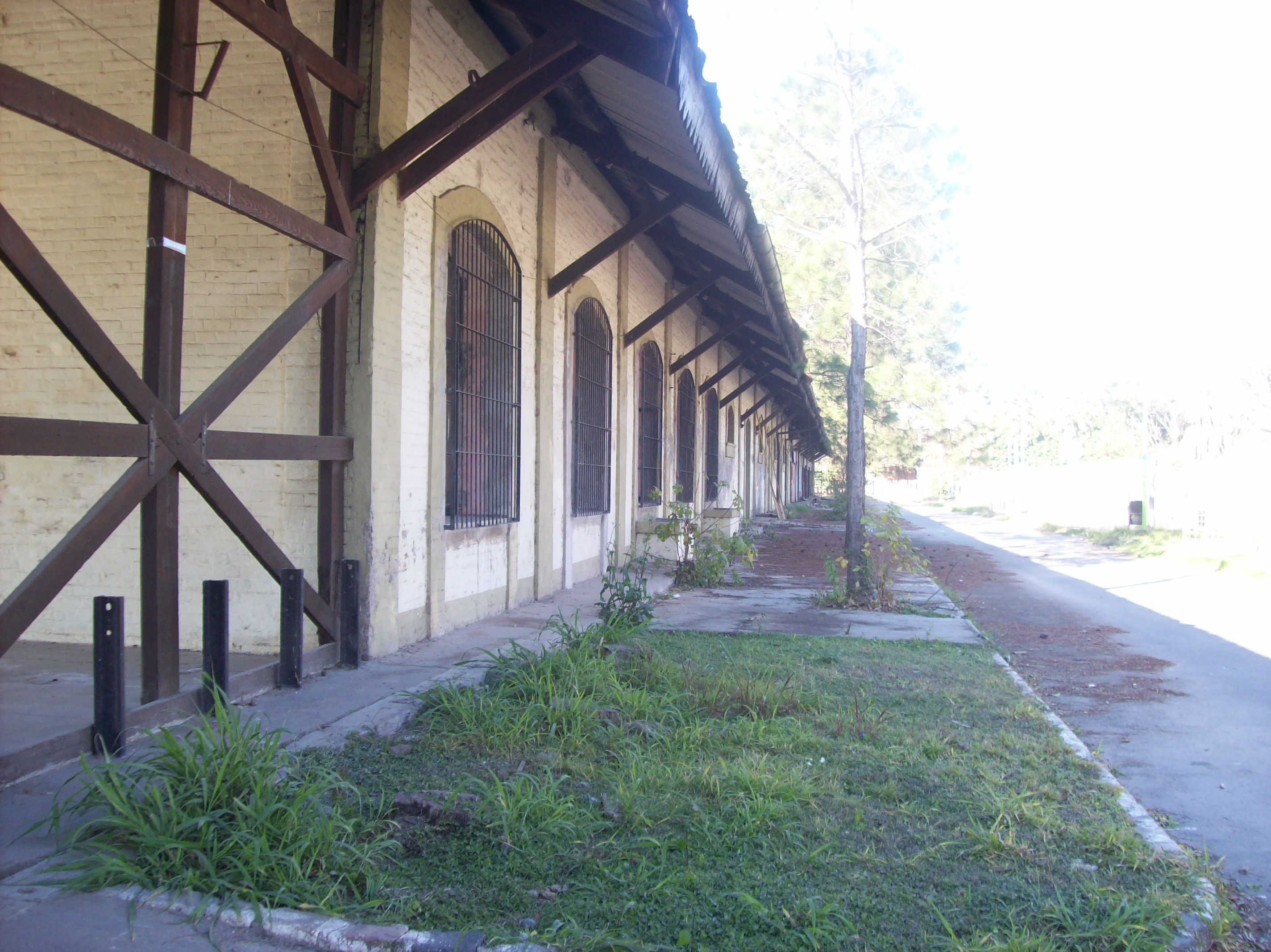
Andén ex-estación El Bajo FCGB de San Miguel de Tucumán 2

La Estación Tucumán Norte fue una estación de ferrocarril de San Miguel de Tucumán, Tucumán, Argentina. Se encontraba sobre la calle Charcas en El Bajo y actualmente no presta servicios ferroviarios. A los alrededores de la estación se convirtió en unza zona comercial debido al gran movimiento de pasajeros.

## Servicios
La estación fue inaugurada en 1892 por el Ferrocarril de San Cristóbal a Tucumán, que iba hasta la ciudad de Santa Fe. Originalmente llamada Estación San Cristóbal, fue luego traspasada al Ferrocarril Central Norte y su recorrido hasta Santa Fe renombrado como Ramal C. En 1978, con el cierre de la Estación Tucumán N, se transformó en la terminal de la línea El Provincial. La estación cesó sus servicios ferroviarios el 4 de octubre de 1992, ya como Ferrocarril General Belgrano, convirtiéndose en el Predio Ferial Norte.
Actualmente no presta servicios de pasajeros, ni de cargas. Sus vías, que correspondieron al Ramal CC12 y Ramal C del Ferrocarril General Belgrano, fueron levantadas; mientras que los galpones y los andenes fueron ocupados por vendedores ambulantes.